# Bundesautobahn 2
La Bundesautobahn 2 (o A 2) è un'autostrada tedesca. Attraversa la Germania in direzione est-ovest, partendo dalla zona della Ruhr via Dortmund, Bielefeld, Hannover, Braunschweig, Magdeburgo fino ad arrivare alla capitale tedesca sul Berliner Ring. Si tratta di un importante collegamento viario tra i porti olandesi e belgi e i paesi dell'Europa orientale.
È interamente a 3 corsie per senso di marcia con corsia di emergenza.

## Storia
La costruzione della A 2 è stata decisa tra gli anni 1933 e 1934. Il progetto era unitario tra l'inizio dell'autostrada e Hannover, mentre per il tratto tra Hannover e Berlino c'erano tre possibilità: la prima, passante per Stendal venne scartata per via della scarsa densità abitativa della zona; la seconda venne scartata per lo stesso motivo e per la presenza di zone paludose lungo il tracciato; si decise quindi per la terza ipotesi, quella più a sud, passante per Brandeburgo.
Venne decisa la costruzione di due corsie di 3,75 metri per carreggiata, con uno spazio tra le carreggiate di 4,2 metri.
Il primo tratto ad essere inaugurato, lungo 32 km, fu nel 1936 quello tra le città di Braunschweig e di Lehrte; nella fine dello stesso anno aprirono i tratti tra Hannover e Lehrte, lungo 15 km circa, tra Braunschweig ed Helmstedt, lungo 43 km, ed infine tra il Berliner Ring e la città di Burg (quest'ultimo tratto lungo ben 85 km). Quindi alla fine del 1936 i km aperti al traffico erano 175.
Nel 1937, con l'apertura del tratto tra Helmstedt e Burg, Hannover era definitivamente collegata a Berlino. Alla fine dello stesso anno vennero aperto anche il primo tratto ad Ovest, tra Düsseldorf e Recklinghausen.
Nel 1938 si aprirono i tratti tra Recklinghausen e Gütersloh, tra Gutersloh ed Herford e tra Bad Nenndorf ed Hannover, oltre all'intersezione con l'autostrada BAB1 a Kamen. Pertanto alla fine del 1938, mancava solo il tratto tra Bad Nenndorf ed Herford per il completamento dell'autostrada.
Nel 1939 venne iniziata la costruzione di tale tratto, ma i lavori vennero decisamente rallentati dallo scoppio della Seconda guerra mondiale.
Nel 1940 l'autostrada era praticamente completa, salvo la costruzione di alcuni manufatti, che vennero completati dopo la guerra.
| APERTURE PARZIALI A 2       |                  |
| Tratto                      | Data di Apertura |
| Oberhausen - Recklinghausen | 17/12/1937       |
| Recklinghausen - Gutersloh  | 12/11/1938       |
| Gutersloh - Herford         | 15/12/1938       |
| Herford - Bad Nenndorf      | 14/11/1940       |
| Bah Nenndorf - Hannover     | 14/12/1938       |
| Hannover - Lehrte           | 17/08/1936       |
| Lehrte - Braunschweig       | 05/04/1936       |
| Braunschweig - Helmstedt    | 17/08/1936       |
| Helmstedt - Burg            | 10/01/1937       |
| Burg - Berlin               | 17/08/1936       |

## Percorso

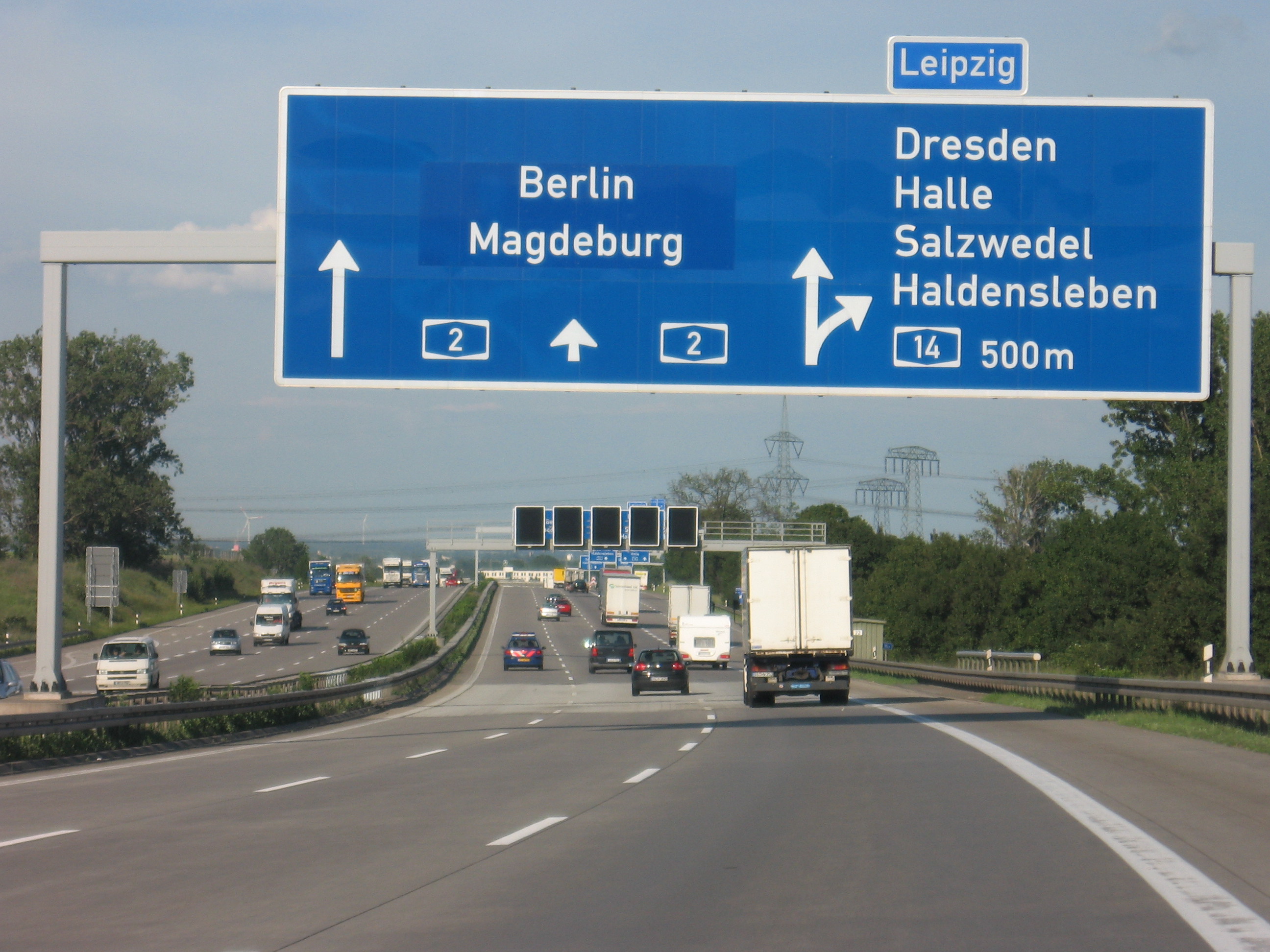
Autostrada A 2 all'intersezione con la A14

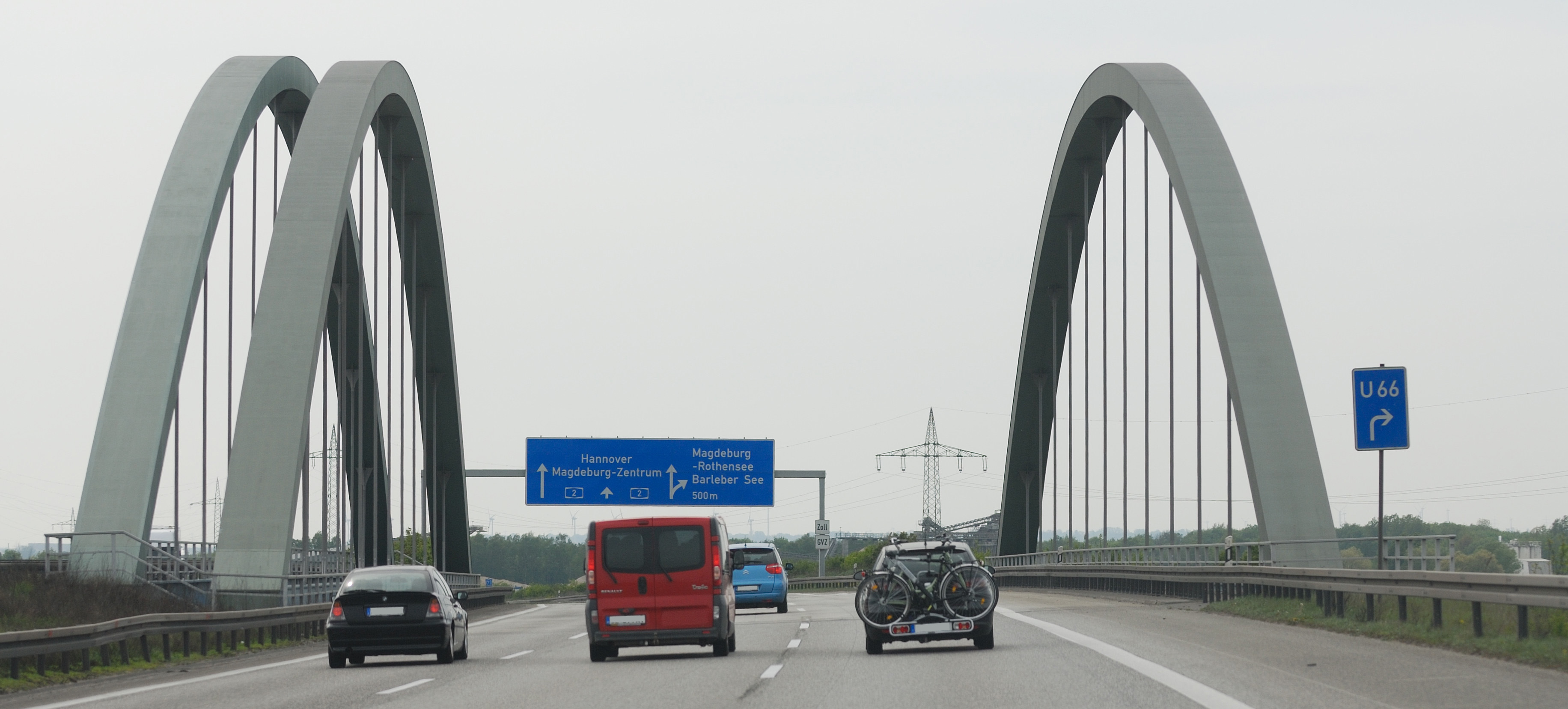
Autostrada A 2 sul ponte sull'Elba vicino a Magdeburgo

| A 2  |           |                                      |       |                             |                |
| Tipo | n° uscita | Indicazione                          | km    | Corrispondenze              | Strada europea |
|      | 1         | Incrocio "Oberhausen"                | 0,0   |                             |                |
|      | 2         | Oberhausen- Königshardt              | 2,5   |                             |                |
|      |           | Area di servizio "Bottrop"           | 469,4 | Solo dir. Berlino           |                |
|      | 3         | Bottrop                              | 467,0 |                             |                |
|      | 3b        | Confluenza "Bottrop"                 | 466,2 |                             |                |
|      | 4         | Gladbeck - Ellinghorst               | 463,3 |                             |                |
|      | 5         | Essen - Gladbeck                     | 456,2 |                             |                |
|      | 6         | Gelsenkirchen -Buer                  | 456,2 |                             |                |
|      |           | Area di servizio "Resser Mark"       | 453,5 | Solo dir. Oberhausen        |                |
|      | 7         | Herten                               | 451,2 |                             |                |
|      | 8         | Incrocio "Recklinghausen"            | 447,2 |                             |                |
|      | 9         | Recklinghausen Süd                   | 445,6 |                             |                |
|      | 10        | Recklinghausen Ost                   | 442,6 |                             |                |
|      | 11        | Henrichenburg                        | 438,1 |                             |                |
|      | 12        | Confluenza "Dortmund - Nordwest"     | 433,9 |                             |                |
|      | 12b       | Dortmund Mengede                     | 432,1 |                             |                |
|      | 13        | Dortmund Nordost                     | 424,8 |                             |                |
|      | 14        | Dortmund Lanstrop                    | 421,2 |                             |                |
|      | 15        | Kamen - Bergkamen                    | 416,0 |                             |                |
|      | 16        | Incrocio "di Kamen"                  | 411,1 |                             |                |
|      | 17        | Bönen                                | 406,4 |                             |                |
|      | 18        | Hamm                                 | 399,6 |                             |                |
|      |           | Area di servizio "Rhynern"           | 397,7 |                             |                |
|      | 19        | Hamm Uentrop                         | 387,7 |                             |                |
|      | 20        | Beckum                               | 376,7 |                             |                |
|      |           | Area di servizio "Vellern"           | 373,7 | Solo dir. Berlino           |                |
|      | 21        | Oelde                                | 369,1 |                             |                |
|      | 22        | Herzebrock-Clarholz                  | 362,5 |                             |                |
|      | 23        | Rheda-Wiedenbrück                    | 354,6 |                             |                |
|      |           | Area di servizio "Gütersloh"         | 351,1 |                             |                |
|      | 24        | Gütersloh                            | 346,7 |                             |                |
|      |           | Area di servizio "Niedergassel Nord" | 337,8 | Solo dir. Oberhausen        |                |
|      |           | Area di servizio "Obergassel Sud"    | 337,8 | Solo dir. Berlino           |                |
|      | 25        | Confluenza "Bielefeld"               | 336,0 |                             |                |
|      | 26        | Bielefeld-Sennestadt                 | 333,6 |                             |                |
|      | 27        | Bielefeld-Zentrum                    | 327,4 |                             |                |
|      | 28        | Ostwestfalen - Lippe                 | 319,9 |                             |                |
|      | 29        | Herford - Bad Salzuflen              | 315,4 |                             |                |
|      |           | Area di servizio "Herford"           | 313,1 |                             |                |
|      | 30        | Herford Ost                          | 309,5 |                             |                |
|      | 31        | Exter                                | 306   |                             |                |
|      | 32        | Confluenza "Bad Oeynhausen"          | 297,5 |                             |                |
|      | 33        | Porta Westfalica                     | 295,0 |                             |                |
|      | 34        | Veltheim                             | 289,5 |                             |                |
|      | 35        | Bad Eilsen                           | 278,7 |                             |                |
|      | 35b       | Bad Eilsen                           | 277,5 | Solo uscita dir. Oberhausen |                |
|      |           | Area di servizio "Auetal"            | 270,0 |                             |                |
|      | 36        | Rehnen                               | 268,7 |                             |                |
|      |           | Area di servizio "Schafstrift"       | 262,7 | Solo dir. Oberhausen        |                |
|      | 37        | Lauenau                              | 259,5 |                             |                |
|      | 38        | Bad Nenndorf                         | 252,3 |                             |                |
|      | 39        | Wunstorf- Kolenfeld                  | 244,6 |                             |                |
|      | 40        | Wunstorf - Luthe                     | 240,9 |                             |                |
|      |           | Area di servizio "Garbsen"           | 237,8 |                             |                |
|      | 41        | Garbsen                              | 236,6 |                             |                |
|      | 42        | Hannover Herrenhausen                | 232,7 |                             |                |
|      | 42b       | Hannover Nordhafen                   | 231,3 |                             |                |
|      | 43        | Confluenza "Hannover West"           | 230,1 |                             |                |
|      | 44        | Hannover Langenhagen                 | 225,6 |                             |                |
|      | 45        | Hannover Bothfeld                    | 222,6 |                             |                |
|      | 46        | Hannover Lahe                        | 218,2 |                             |                |
|      | 47        | Incrocio "Hannover Buchholz"         | 216,9 |                             |                |
|      | 48        | Incrocio "Hannover Ost"              | 212,8 |                             |                |
|      | 49        | Lehrte                               | 208,0 |                             |                |
|      |           | Area di servizio "Lehrter See"       | 206,0 | Solo dir. Oberhausen        |                |
|      |           | Area di servizio "Lehrter See"       | 206,0 | Solo dir. Berlino           |                |
|      | 50        | Lehrte Ost                           | 204,4 |                             |                |
|      | 51        | Hämelerwald                          | 197,3 |                             |                |
|      | 52        | Peine                                | 188,6 |                             |                |
|      |           | Area di servizio "Zweidorfer Holz"   | 180,6 | Solo dir. Oberhausen        |                |
|      |           | Area di servizio "Zweidorfer Holz"   | 180,6 | Solo dir. Berlino           |                |
|      | 53        | Braunschweig Watenbüttel             | 176,0 |                             |                |
|      | 54        | Braunschweig Hafen                   | 172,3 |                             |                |
|      | 55        | Incrocio "Braunschweig Nord"         | 169,0 |                             |                |
|      | 56        | Braunschweig Flughafen               | 166,3 |                             |                |
|      | 57        | Braunschweig Ost                     | 161,4 |                             |                |
|      | 58        | Incrocio "Wolfsburg / Königslutter"  | 154,7 |                             |                |
|      | 59        | Königslutter                         | 148,5 |                             |                |
|      | 60        | Rennau                               | 140,4 |                             |                |
|      | 61        | Helmstedt West                       | 135,5 |                             |                |
|      | 62        | Helmstedt Zentrum                    | 132,7 |                             |                |
|      |           | Area di servizio "Helmstedt"         | 131,4 | Solo dir. Berlino           |                |
|      | 63        | Helmstedt Ost                        | 129,5 |                             |                |
|      |           | Area di servizio "Lappwald"          | 129,0 | Solo dir. Oberhausen        |                |
|      | 63b       | Marienborn - Helmstedt               | 127,8 |                             |                |
|      |           | Area di servizio "Marienborn"        | 127,0 | Solo dir. Berlino           |                |
|      | 64        | Alleringersleben                     | 123,2 |                             |                |
|      | 65        | Eilsleben                            | 113,8 |                             |                |
|      | 66        | Bornstedt                            | 107,4 |                             |                |
|      |           | Area di servizio "Börde"             | 101,0 |                             |                |
|      | 67        | Irxleben                             | 98,2  |                             |                |
|      | 68        | Incrocio "Magdeburg"                 | 94,1  |                             |                |
|      | 69        | Magdeburg Kannenstieg                | 91,1  |                             |                |
|      | 70        | Magdeburg Zentrum                    | 88,7  |                             |                |
|      | 71        | Magdeburg Rothensee                  | 84,3  |                             |                |
|      | 72        | Lostau                               | 80,4  |                             |                |
|      | 73        | Burg Zentrum                         | 73,2  |                             |                |
|      | 74        | Burg Ost                             | 68,4  |                             |                |
|      | 75        | Theessen                             | 56,5  |                             |                |
|      | 76        | Ziesar                               | 43,2  |                             |                |
|      |           | Area di servizio "Buckautal"         | 39,6  |                             |                |
|      | 77        | Wollin                               | 27,9  |                             |                |
|      | 78        | Brandenburg                          | 15,2  |                             |                |
|      | 79        | Netzen                               | 8,1   |                             |                |
|      | 80        | Lehnin                               | 4,0   |                             |                |
|      | 81        | Confluenza "Werder"                  | 0,0   |                             |                |

## Curiosità
- In origine l'Autostrada BAB 2 aveva origine a Venlo, ovvero al confine con i Paesi Bassi, poi, dal 1992, il tratto tra Venlo ed il Kreuz Kaiserberg fu assegnato all'Autostrada BAB 40, mentre il tratto tra il Kreuz Kaiserberg ed Oberhausen, che in origine aveva doppia numerazione BAB 2/3 venne assegnato all'Autostrada BAB 3.

- Al km 3,1, provenendo da Oberhausen vi è un cambio nella progressiva chilometrica. Si passa infatti nel conteggio da 3,1 a 470,0.